# Заводянка (Сватівський район)
Заво́дянка — село в Україні, у Білокуракинській селищній громаді Сватівського району Луганської області.

## Географія
Площа села становить 197,2 га.

## Історія
Під час Голодомору 1932—1933 років за архівними даними в селі загинуло 24 особи.
У роки німецько-радянської війни село було окуповане німецько-італійськими військами з липня 1942 по січень 1943 року. Під час Острогозько-Россошанської наступальної операції частинам Південно-Західного фронту Червоної армії була поставлена задача вийти 18 січня 1943 року на лінію Шахове — Нагольна — Дем'янівка — Грицаївка — Гайдуківка. Наприкінці січня 1943 року бійці 172 стрілецької дивізії зайняли село.

## Населення
Населення становить 110 осіб, 33 двора.
1885 року на колишньому державному хуторі Павлівської волості Старобільського повіту Харківської губернії мешкало 543 особи, було 63 дворових господарства.

## Вулиці
У селі існують вулиці: Нова, Шкільна.

## Транспорт
Село розташоване за 21 км автошляхом від районного центру та за 21 км від залізничної станції Білокуракине, що на лінії Валуйки — Кіндрашівська-Нова. Відстань до обласного центру (Луганськ) — 155 км.